# Miki Servera
Miguel „Miki“ Servera Rodríguez (* 14. Juli 1992 in Palma de Mallorca) ist ein spanischer Basketballspieler.

## Werdegang
Als Jugendlicher spielte Servera beim CB Sant Josep Obrer auf Mallorca und wurde ab 2006 am Centre de Tecnificació Esportiva der Balearischen Inseln gefördert. In der Saison 2008/09 gab er für Bàsquet Mallorca seinen Einstand in der zweithöchsten spanischen Liga, LEB Oro. In der Folgespielzeit stand er in Diensten des Zweitligisten Clínicas Rincón Axarquía und bestritt dank eines Zweitspielrechts auch einen Einsatz für Unicaja Málaga in der Liga ACB, der höchsten spanischen Spielklasse.
Bis 2017 kam Servera auf 74 Einsätze in der Liga ACB, die meisten für UCAM Murcia (33). Seinen höchsten Punkteschnitt in der Spielklasse erreichte er in der Saison 2010/11, als er für Menorca Bàsquet 2,4 Punkte je Begegnung verbuchte. Servera spielte ebenfalls für die Zweitligisten Huesca, Navarra und Melilla.
Der „Miki“ genannte Spanier verließ sein Heimatland im Sommer 2018 und wechselte zu den Worcester Wolves in die British Basketball League. In 30 Ligaspielen für die englische Mannschaft erreichte Servera im Mittel 9,2 Punkte je Einsatz. Nach einem Spieljahr in England setzte er seine Laufbahn beim deutschen Drittligisten White Wings Hanau fort, erzielte für die Hessen 14,5 Punkte, 6,1 Korbvorlagen und 4,3 Rebounds je Begegnung. Im Sommer 2020 holte ihn sein Landsmann Félix Bañobre zu den VfL AstroStars Bochum. Mit den Bochumern stieg er in der Saison 2020/21 in die 2. Bundesliga ProA auf. Er trug zu dem Erfolg in 26 Einsätzen im Schnitt 12,6 Punkte je Begegnung bei. Anschließend wurde sein Vertrag in Bochum verlängert, Servera spielte fortan mit der Mannschaft in der zweithöchsten deutschen Liga. Anfang Dezember 2022 kam es zur Trennung.
Er kehrte auf seine Heimatinsel Mallorca zurück und wurde im Januar 2023 Mitglied der Viertligamannschaft Palmer Basket Mallorca.

### Nationalmannschaft
Servera war spanischer Jugendnationalspieler, er nahm an Europameisterschaften in den Altersklassen U16, U18 und U20 teil.